# Jeff Hull
Jeffrey Hull (sinh ngày 25 tháng 8 năm 1960 ở Rochford, Anh) là một cựu cầu thủ bóng đá chuyên nghiệp người Anh thi đấu ở vị trí tiền vệ cho câu lạc bộ football league Southend United và kình địch Essex Colchester United. Ông giải nghệ năm 1985 vì chấn thương.